# Дадухэ
Дадухэ (кит. упр. 大渡河, пиньинь Dàdù hé, букв. «Большая переправа») — река в Китае.
Река Дадухэ является притоком реки Миньцзян в провинции Сычуань. Длина реки составляет 1155 километров, её бассейн охватывает площадь в 92 тыс. км². Протекает на западе Сычуани, где впадает в Миньцзян, являющуюся, в свою очередь, притоком Янцзы. На реке Дадухэ находится известный памятник китайской архитектуры, мост Лудин.
Во время великого землетрясения в южной Сычуани в 1786 году на реке Дадухэ в результате оползня образовалась естественная плотина, которая 10 июня 1786 была прорвана водой. Смыло все поселения вдоль реки, при этом погибло около 100 тысяч человек.